# Rudolf Goldschmidt
Pour les articles homonymes, voir Goldschmidt.
Cet article concerne Rudolf Goldschmidt, l'inventeur allemand de l'émetteur radio à alternateur Goldschmidt. Pour l'inventeur et ingénieur radio belge, voir Robert Goldschmidt.
Rudolf Goldschmidt (né le 19 mars 1876 à Neubukow (Grand-duché de Mecklembourg-Schwerin), décédé le 30 octobre 1950 à Bournemouth) était un ingénieur et un inventeur allemand, surtout connu pour le développement de l'émetteur radio dit alternateur de Goldschmidt et du récepteur à roue phonique.

## Biographie

### Jeunesse
Rudolf Goldschmidt est né le 19 mars 1876 à Neubukow, dans le Mecklembourg, en Allemagne, et a grandi dans ce pays. Il a étudié l'ingénierie au lycée technique de Charlottenburg et de Darmstadt, et a obtenu un diplôme d'ingénieur électricien à la Technische Hochschule Darmstadt en janvier 1898. À partir de 1899, il publie de nombreux articles sur diverses branches de l'ingénierie électrique. En 1900, il reçoit une bourse d'études et de voyage et visite des travaux d'ingénierie en Belgique, en Angleterre et en France. La même année, il est nommé ingénieur dans le laboratoire de la Allgemeine Elektricitäts-Gesellschaft AG (AEG) à Berlin. En 1901-1902, il est ingénieur en chef de laboratoire et concepteur pour Kolben and Company, Ltd. à Prague. Il est venu en Angleterre dans le cadre de la station d'approvisionnement en électricité de Willesden et a ensuite été nommé ingénieur en chef chez Crompton and Company à Chelmsford. En 1905, il rejoint la Westinghouse Company à Manchester.
Après avoir passé l'examen de l'"abitur" allemand, il obtient un doctorat en ingénierie. En 1907, il retourne en Allemagne pour enseigner à l'école technique de Darmstadt, commence à travailler comme ingénieur-conseil et travaille sur plusieurs inventions, principalement sur la conception d'émetteurs alternatifs à haute fréquence pour la radiotélégraphie. En 1911, il devient directeur de Hochfrequenz-Maschinen Aktiengesellschaft für drahtlose Telegraphie (HOMAG) à Berlin, une société créée pour promouvoir ses inventions radio.
En 1905, Goldschmidt a épousé la journaliste Hella Gimpel (1883-1933), sœur du peintre Bruno Gimpel (de), et a eu par la suite trois fils et une fille.

### Inventions radiophoniques
En 1908, il a mis au point l'alternateur de Goldschmidt, un des premiers émetteur radiofréquences qui utilisait des éléments rotatifs et était l'un des premiers émetteurs à onde entretenue (CW). Ils étaient fabriqués par la société HOMAG pour être utilisés dans les stations radio à ondes longues de grande puissance qui assuraient le trafic intercontinental de la radiotélégraphie. De grands émetteurs de Goldschmidt de 100 kilowatts situés à Eilvese, en Allemagne, et à Tuckerton, dans le New Jersey, aux États-Unis, ont été utilisés pour la première liaison de communication directe entre l'Allemagne et les États-Unis, inaugurée le 19 juin 1914 par un échange cérémoniel de télégrammes entre l'empereur allemand Guillaume II et le président Woodrow Wilson . Les émetteurs radio à alternateur ont été utilisés jusque dans les années 1920, lorsqu'ils ont été remplacés par des émetteurs à tube à vide.

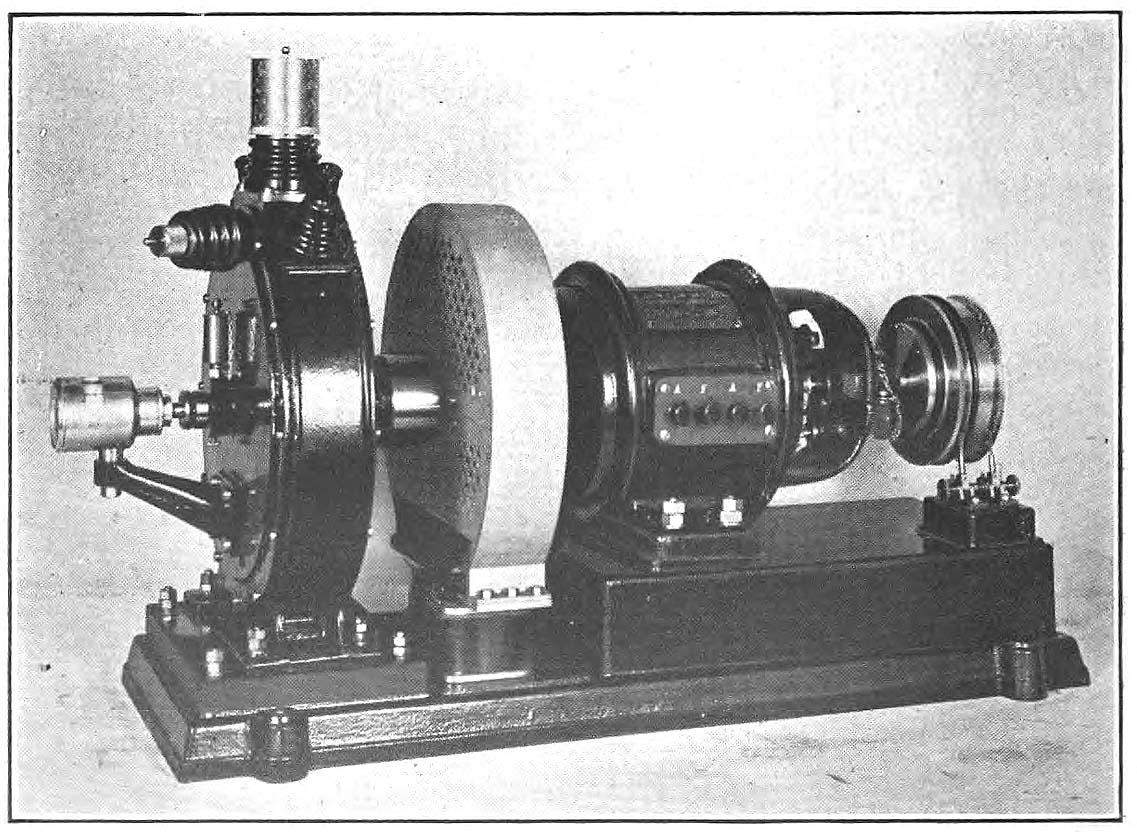
Roue phonique de Goldschmidt utilisée à la station de réception transatlantique de Tuckerton, New Jersey.

Il a également inventé la roue phonique de Goldschmidt, un dispositif mécanique utilisé dans les premiers récepteurs radio pour recevoir les nouveaux signaux à onde entretenue. Le premier type d'émetteur radio, l'émetteur à étincelles, produisait des transitoires d'oscillations amorties qui étaient entendues comme un bourdonnement ou une tonalité dans un récepteur, de sorte que les impulsions d'ondes radio utilisées pour transmettre le code Morse étaient audibles comme des "bips". Toutefois, les signaux non modulés produits par les premiers émetteurs à onde entretenue (également appelés à ondes "non amorties"), tels que l'alternateur de Goldschmidt, étaient inaudibles dans les récepteurs conçus pour recevoir des transmissions par étincelles. Pour rendre les signaux à onde entretenue audibles, le récepteur à roue de tonalité utilisait le principe hétérodyne pour convertir la transmission reçue en une tonalité de fréquence audio.
La roue phonique était un disque avec des contacts sur le pourtour, actionné par un petit moteur électrique, qui interrompait le signal radio entrant à une fréquence radio légèrement différente de celle utilisée par la transmission. La roue phonique agit comme un simple oscillateur à fréquence de battement (BFO), et sa fréquence radio, lorsqu'elle est combinée au signal reçu, crée un "battement" audible (hétérodyne) dont la fréquence correspond à la différence entre les deux fréquences. Par exemple, si la fréquence transmise était de 60 000 Hz, la roue phonique pouvait être réglée sur 59 000 Hz, créant ainsi une tonalité de 1 000 Hz qui pouvait être entendue dans les écouteurs sous la forme d'un "bip" musical lorsque la porteuse était présente.
La roue phonique de Goldsmidt a été utilisée pendant une courte période jusqu'aux années 1920, lorsqu'elle a été remplacée par le circuit à réaction à tube à vide. Plus tard, la roue phonique a été utilisée comme dispositif de génération de sons musicaux dans les premiers orgues Hammond (électro-mécaniques).

### La fin de carrière
Dans les années 1920, Goldschmidt dirige un laboratoire de recherche industrielle à Berlin. C'est là qu'il rencontre Albert Einstein. En 1928, une chanteuse que le physicien connaissait souffre d'une perte d'audition, ce qui incite Einstein à réfléchir à des appareils auditifs. Il a bientôt une idée et demande à Goldschmidt de l'aider à développer un modèle fonctionnel. Un brevet allemand a été délivré à Goldschmidt et Einstein le 10 janvier 1934.
En 1934, Goldschmidt et ses enfants émigrent en Angleterre. Il entretient une correspondance avec Einstein jusqu'à sa mort à  Bournemouth en 1950.